# Aung Myat Thu
Aung Myat Thu ist ein myanmarischer Fußballspieler.

## Karriere
Aung Myat Thu stand offiziell bis Ende 2019 bei Nay Pyi Taw FC unter Vertrag. Anfang 2020 unterschrieb er einen Vertrag bei Southern Myanmar FC. Der Verein aus Mawlamyaing spielte in der ersten Liga des Landes, der Myanmar National League.